# Conyngham (Pennsylvania)
Conyngham è un comune (borough) degli Stati Uniti d'America, situato nello stato della Pennsylvania, nella contea di Luzerne.